# Би Ричардс
Би Ричардс (англ. Beah Richards; 12 июля 1920 — 14 сентября 2000) — американская актриса и драматург.

## Биография
Бьюла Ричардсон (англ. Beulah Richardson) родилась в Миссисипи в семье баптистского священника и швеи. После окончания университета в Новом Орлеане она переехала в Нью-Йорк, где в 1955 году началась её актёрская карьера. Дебютной и успешной для неё стала роль восьмидесятилетней старушки в одном из театров города. Данная роль далась ей легко, и в дальнейшей карьере Ричардс роли матерей и бабушек были основными в её репертуаре.
В 1965 году актриса стала номинанткой на премию «Тони» за свою роль в постановке Джеймса Болдуина «На уголке Аминь», а спустя два года была выдвинута на «Оскар» за исполнение роли миссис Прентис в фильме «Угадай, кто придёт к обеду?». На большом экране также успешными стали её роли в фильмах «Душной южной ночью» (1967), «Большая белая надежда» (1970), «Аптечный ковбой» (1989) и «Любимая» (1998). Ричардс неоднократно появлялась и на телевидении, исполнив роли в сериалах «Она написала убийство», «Скорая помощь», «Место Фрэнка» и «Практика». За роли в двух последних актриса стала обладательницей двух премий «Эмми».
В последний год своей жизни Би Ричардс принимала участие в создание документального фильма о себе, который вышел в свет лишь спустя три года после её смерти и получил премию Американского института киноискусства. Актриса скончалась от эмфиземы в 2000 году в возрасте 80 лет.

## Награды
- Эмми

1988 — «Лучшая приглашенная актриса в комедийном телесериале» («Место Фрэнка»)
2000 — «Лучшая приглашённая актриса в драматическом сериале» («Практика»)